# Dead Before Dawn 3D
Dead Before Dawn 3D è un film del 2012 diretto da April Mullen ed interpretato da Devon Bostick, Martha MacIsaac e Christopher Lloyd. Esso introduce gli "zemoni", una combinazione tra zombie e demoni. Si tratta del primo film stereoscopico live-action in 3D canadese e la Mullen è la prima donna ad aver diretto un film live action interamente stereoscopico in 3D.

## Trama
Una sera il ventenne Casper Galloway, insieme ai suoi amici, distrugge un antico manufatto scatenando così una maledizione che costringe gli uomini a suicidarsi per poi tornare in vita sotto forma di demoni zombie noti come zemoni. Casper è così costretto a formare una squadra di cacciatori di zemoni e fermare il propagarsi della maledizione prima che sia troppo tardi.

## Produzione
Il film è stato girato interamente in 3D stereoscopico in 20 giorni nei dintorni della regione delle Cascate del Niagara nel 2011. Per le loro pratiche rispettose dell'ambiente, il film è stato premiato col Green Screen Award da Planet in Focus. April Mullen ha usato un nuovo ed immersivo approccio al 3D. Il film è stato girato con due videocamere Red One.

## Distribuzione
Il film è stato venduto a livello internazionale e Gaiam Vivendi ha acquistato i diritti per gli Stati Uniti.  Il film è stato presentato nel Nord America al Tiff Next Wave Film Festival.  È stato distribuito nei cinema canadesi e in video on demand il 2 agosto 2013 ed è uscito nei cinema americani il 6 settembre 2013.  È stato rilasciato in home video il 1 ottobre 2013.

## Riconoscimenti
- 2012 - 3D Stereo Media Summit and Film Festival[10]
  - Perron Crystal Award per il miglior film d'azione in 3D[11]
- 2013 - Canadian Comedy Awards
  - Candidato al Canadian Comedy Award per la miglior performance femminile a Brittany Allen
- 2013 - Planet in Focus Film Festival
  - Green Screen Award